# 見沼代用水
見沼代用水（みぬまだいようすい）は、埼玉県にある灌漑農業用水。江戸時代の1728年（享保13年）に幕府の役人であった井沢弥惣兵衛為永が新田開発のために武蔵国に普請した。
名前の通り、灌漑用溜池であった見沼溜井の代替用水路であった。
現在の埼玉県行田市付近の利根川から取水され、東縁代用水路は東京都足立区、西縁見沼代用水路は埼玉県川口市に至る。
埼玉・東京の葛西用水路、愛知県の明治用水とならび、日本三大農業用水と称されている。疏水百選にも選定され、かんがい施設遺産に登録されている。

## 建設背景

井沢弥惣兵衛像

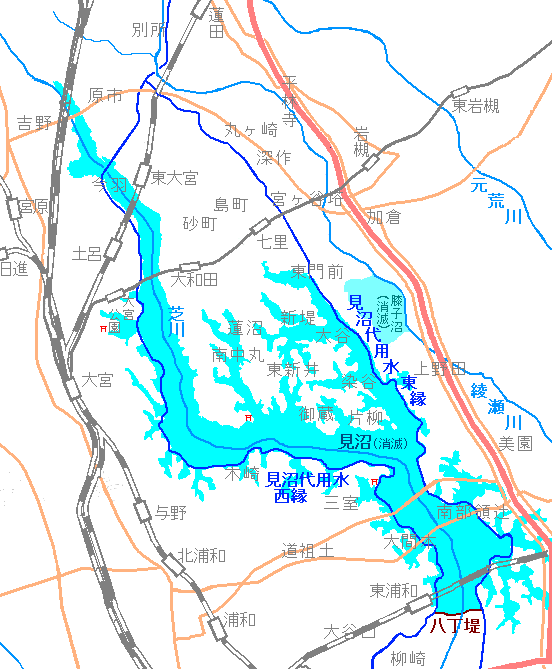
見沼代用水と干拓前の見沼溜井（地図中水色）の位置関係

江戸時代初期、関東郡代であった伊奈忠治は荒川下流の治水や新田開発を目的として、現在の元荒川を流れていた荒川を入間川へ付け替える工事を行った。同時期に、利根川も流路を太平洋へと付け替える利根川東遷事業が行われており、これらの川の付け替えは、元の流域周辺の水不足を招く恐れがあった。そこで、周囲の灌漑用水を確保するため、1629年、伊奈忠治は、天領浦和領内の川筋（現・芝川に当たる）をせき止める形で、長さ約870メートル（8町）の八丁堤（八町堤とも書く。現・埼玉県さいたま市緑区の大間木付近）と呼ばれる堤防を築き、見沼溜井（三沼、箕沼溜井とも書く）を作った。
見沼溜井の水は、桶川市末広を発する流れと桶川市小針領家を発する湧水などの他は、周囲の台地からの排水の流入しかなく、土砂の流入で溜井の貯水能力は次第に低下していった。さらに1675年（延宝3年）には溜井の一部が入江新田として干拓されるなど、見沼溜井周囲の新田開発が活発化すると水不足が深刻となった。水不足に悩む村々では、水路普請の陳情をしばしば行っていた。元禄年間に岩槻藩や忍藩の協議で荒川より見沼に水を引き入れる案が練られ、一部では測量も行われた。このときの設計は、絵図としても残っている。しかしこの案は、関東郡代の伊奈半左衛門が治水上の問題を理由に強硬に反対したため、頓挫してしまった。一方で入江新田は、水不足に悩む村々から打ち壊しの訴状が提出されて、一時期は新田を見沼溜井に戻されてしまった。
徳川吉宗が8代将軍として紀州藩から江戸に入ると享保の改革が始まった。幕府の財政建て直しのための増収策として、1722年（享保7年）に新田開発奨励策が示され、新田開発が本格化した。幕府のお膝元であった武蔵国でも新田の開発が活発化した。武蔵国の東部、現在のさいたま市東部辺りにあった見沼溜井を始め、多くの灌漑用の溜井が存在したが、ここを新田として開拓することが決められた。また見沼の代わりとなる農業用水を利根川から供給することになった。吉宗に従って紀州藩士から幕臣になり、勘定吟味役格の職が与えられた井沢弥惣兵衛為永に対して、1725年（享保10年）に見沼溜井の干拓の検討が命じられた。
水不足に悩む村々がある一方で、見沼溜井を利用していた浦和領、安行領、舎人領などの村々は幕府の溜井干拓と水路建設に対して強い反対の立場をとった。井沢が現地調査を行うようになると、反対派の村々は以下の疑問点を挙げ、幕府に対して干拓事業撤回の訴状を提出した。
1. 利根川から水を引くのでは余りにも遠いため、溜井より下流側の村にまで水が行き渡るか疑問である。
2. 川の水は雨の多いときには豊富であるが、雨の少ない時には水量が減少する。
3. 溜井の水は養分が豊富であるが、川の水は養分が少なく農作物に適さない。

また、見沼溜井に棲む竜神の化身の美女が現れ、見沼干拓の撤回を哀願するという内容の見沼の竜神などの多くの見沼に関する伝承もこの時期に作られたといわれている。
しかし、見沼溜井の干拓は決定事項であるとされ、幕府の勘定奉行名で訴訟は却下された。このため反対していた村々は負担軽減に切り替えることを余儀なくされた。1726年（享保11年）、普請役の保田太左衛門により測量が始められた。

## 設計および測量
代用水の建設は、文字通り見沼溜井の代替となる水路の建設であったが、同時に見沼以外の用水路流域周辺の沼地を干拓する壮大な計画であった。井沢弥惣兵衛は周囲を調査し、利根川や荒川の治水も考慮して埼玉郡（さきたまぐん）から足立郡を抜ける20里（約80キロメートル）の幹水路に加え、高沼用水路などの分流路も多数開削することで、流域周囲の沼地を干拓した後の水源とすることを計画した。

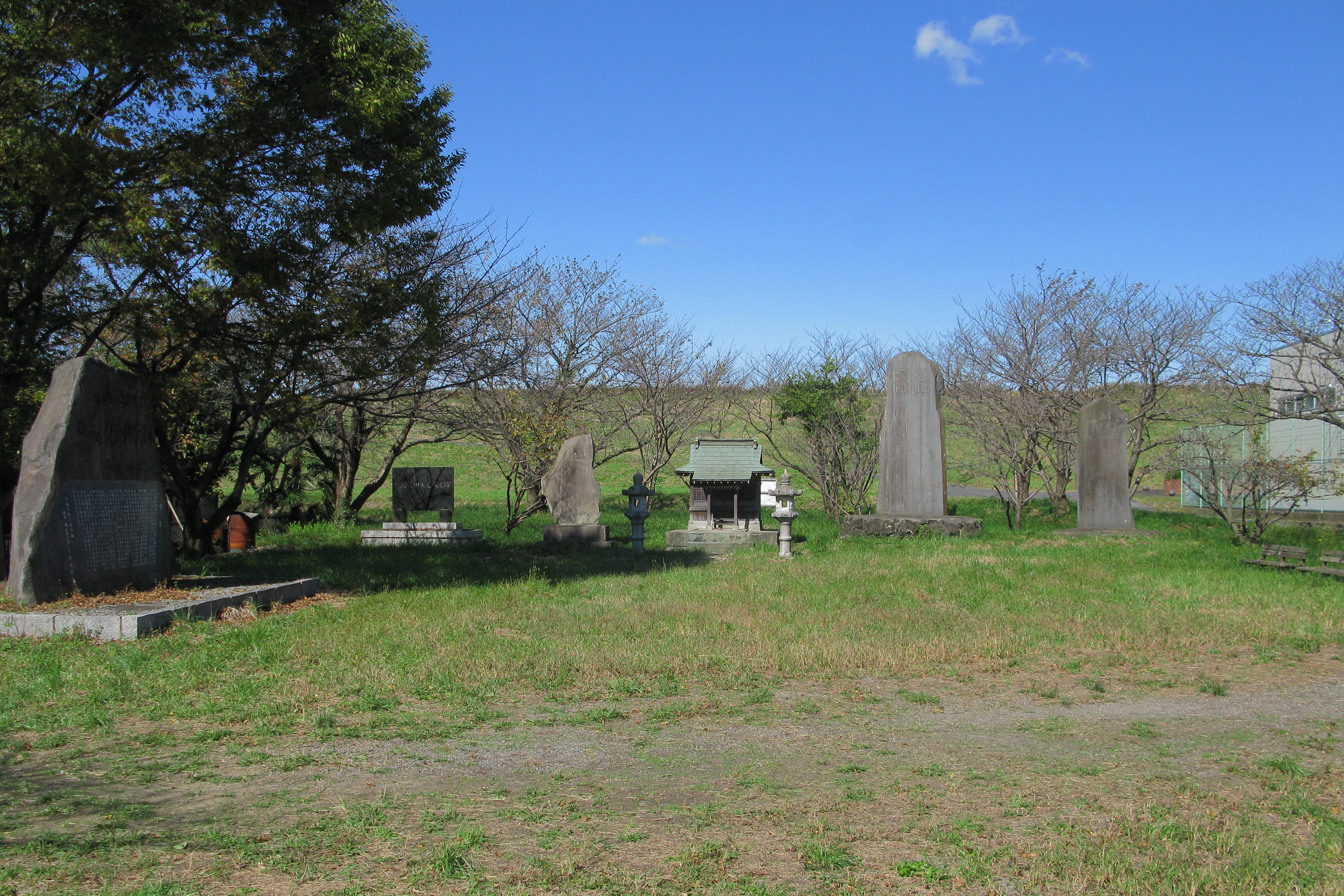
見沼元圦公園の元圦跡

用水は、利根川から取水されることとなったが、その場所は現在の行田市にあった下中条村の地となった。この付近の利根川の流れは水深が年間を通して安定していた。また、享保以前100年間の洪水時でも堤の決壊したことがないなど、好条件がそろった場所であることが理由となった。現在の代用水の取水口も江戸時代とほぼ同地点の利根大堰であり、当時の土木水準の高さをここからも窺い知ることが出来る。
代用水建設のための測量は、利根川からの上流側と見沼溜井から流れ出ていた芝川の下流側からの二手に分かれて進められた。測量は水盛りとよばれた水準測量により行われ、30間（約55メートル）につき3寸（約9センチメートル）の傾斜、すなわち約1/611の勾配が付くように正確に進められた。その精度は当時としては極めて高く、上流側と下流側からの測量が落ち合った地点では、水路底高は2寸（約6センチメートル）の誤差しかなかったと伝わっている。
また水路となる場所は、既存の水田を避けて出来るだけ未開の場所を選択し、減水を防ぐため比較的地盤の固い場所を選んで決められた。

## 水路開削

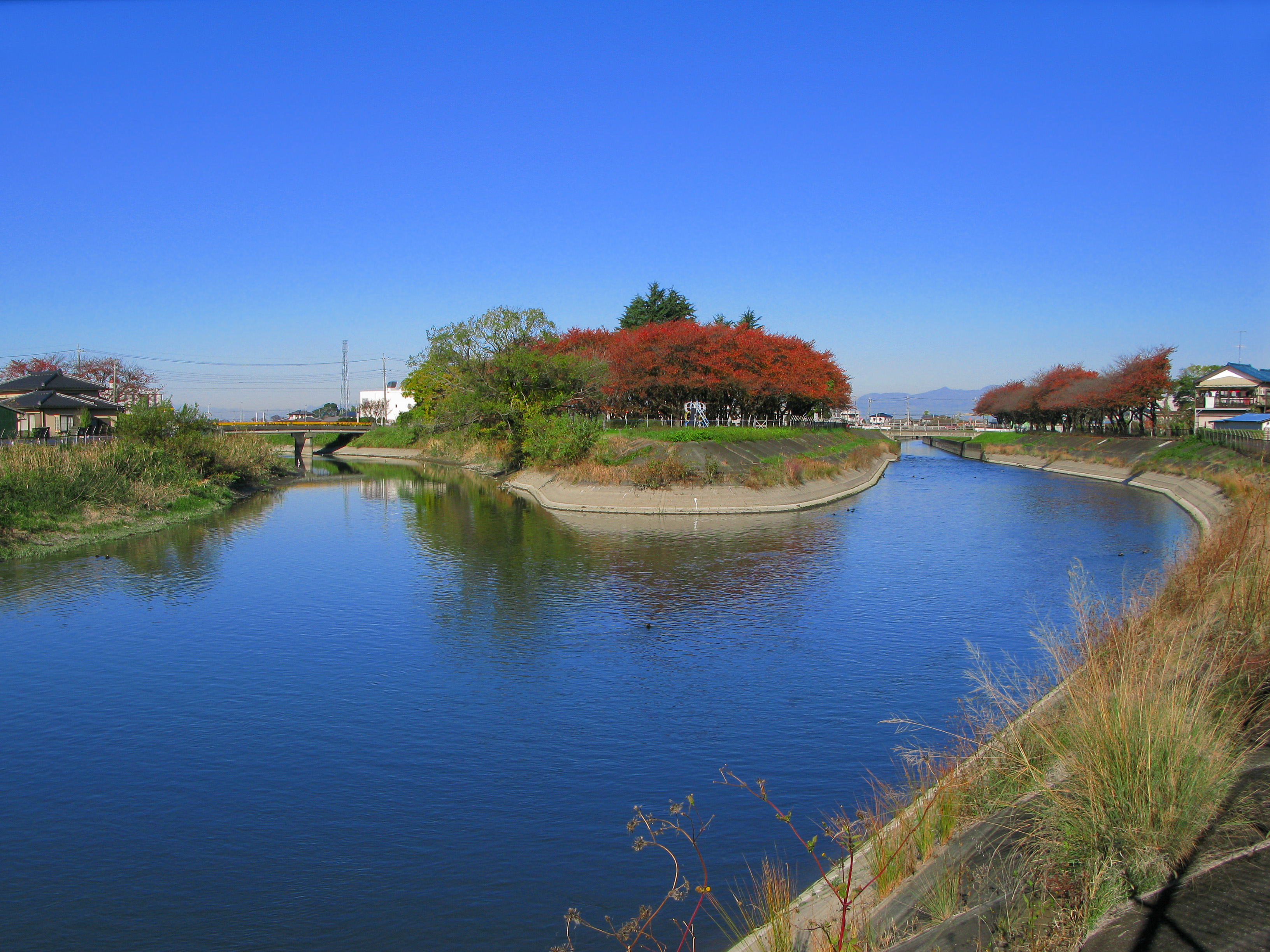
現在の星川と見沼代用水の合流点

測量がほぼ終わり、見沼溜井周囲の農業の水需要が減った1727年（享保12年）9月から水路の開削が始まった。工事は水路沿いの村々にそれぞれ割り当てて請け負わせたが、工事に必要な木材や釘は江戸幕府が支給し、また大工や石工、鍛冶などの技能を必要とする人員についても幕府が派遣した。
下中条村の取り入れ口は、長さが約43.6メートル（24間）、幅が約3.6メートル（2間）の木製の樋で作られた。利根川から取り入れられた用水は、新たに建設された水路、見沼新井筋（長さ約2.45キロメートル）をくだり、星川に合流させた。星川内は流路を改修して使用した。星川と代用水は、現在の久喜市菖蒲町で分流し、星川側に十六間堰、代用水側に八間堰がそれぞれ設けられた（詳しくは後述）。
星川と分かれた水路は、新たに開削された幅約6間の水路を南下する。柴山（現在の白岡市）で元荒川と交差するが、元荒川と代用水の高低差があるため、伏越（ふせこし、詳しくは後述）で元荒川を越える。工事当時の元荒川は湾曲した流れになっていたため、元荒川の流路の湾曲を正す工事も行われた。また、元荒川の交差には通船のための、懸渡井（かけとい、詳しくは後述）も作られた。しかしこの懸渡井は1760年（宝暦10年）に水害のため大破し、取り壊された。

鉄製の瓦葺懸渡井（1961年以前）

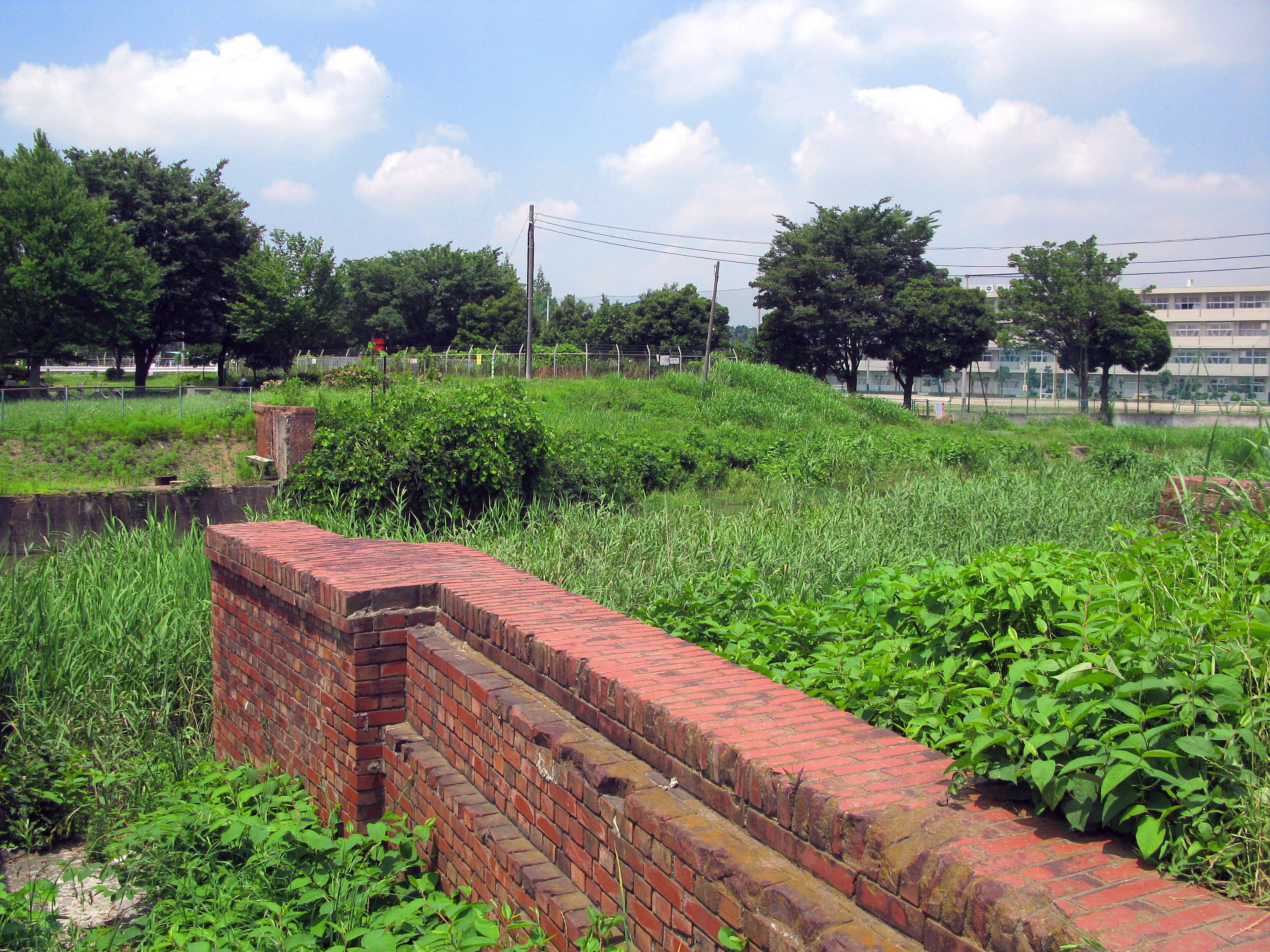
瓦葺懸渡井跡[http://www.city.ageo.lg.jp/site/iinkai/064110110905.html

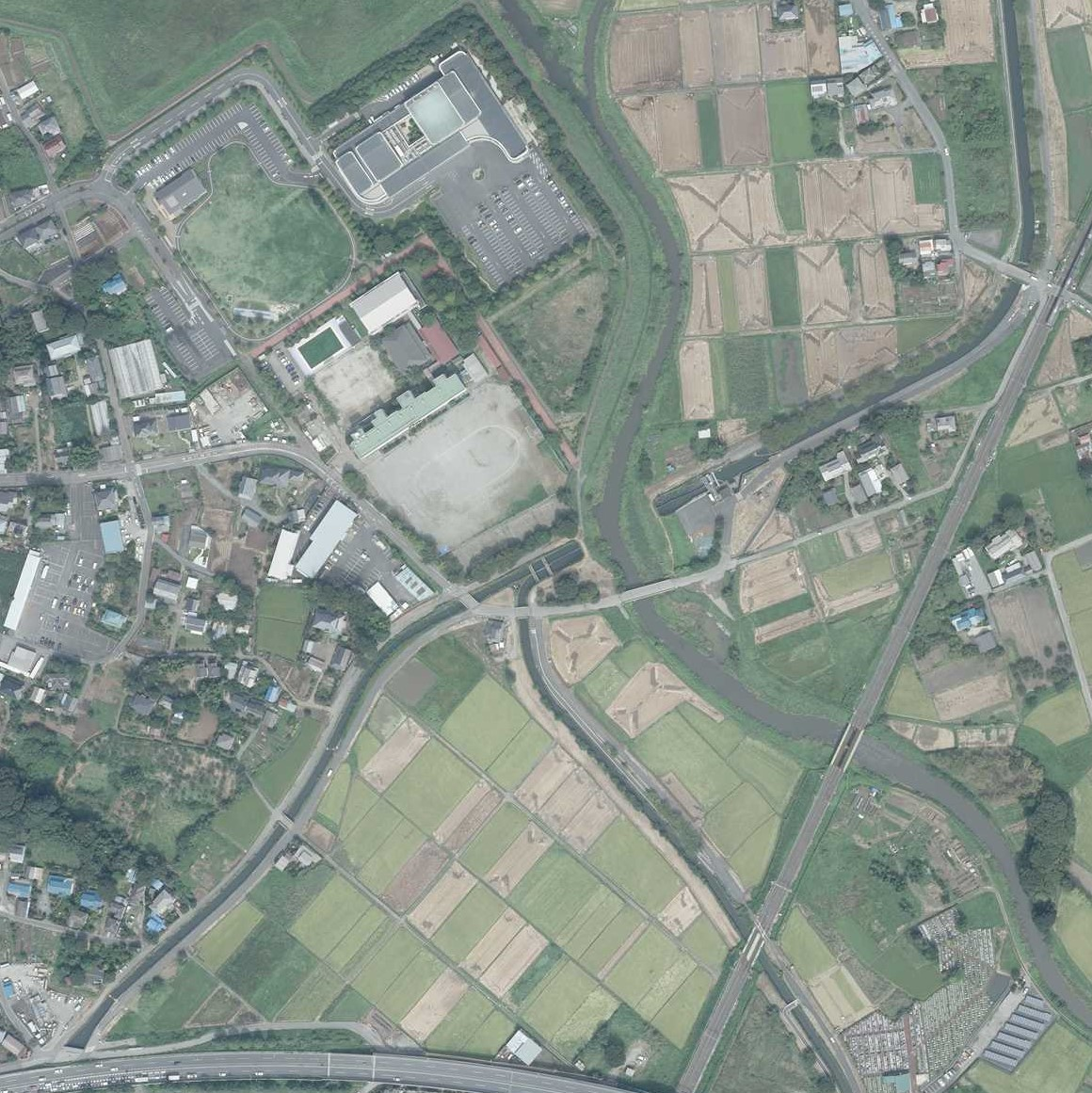
西縁と東縁へ分かれる地点と西縁と東縁が瓦葺伏越で綾瀬川を潜る地点の空中写真。。2019年9月撮影。

さらに大宮台地（蓮田支台）の縁に新設の水路を下り、瓦葺村（現在の上尾市）で綾瀬川と交差するが、ここでは懸渡井で綾瀬川を越えた。懸渡井の前後は水位を維持するため盛土を築き、その天端に水路を通している。綾瀬川周囲は、低地湿地となっており、最も難工事であった場所と考えられている。懸渡井で綾瀬川を越えたところで、流路は見沼代用水東縁と見沼代用水西縁の二手に分かれた。この懸渡井は1961年（昭和36年）に取り壊され、東縁と西縁が綾瀬川の手前で別れ直後に両方が並行した伏越で綾瀬川を潜る形に改められた。遺構として掛渡井の一部が残されている。
東縁代用水路は、見沼のあった東側の台地（鳩ヶ谷支台）の縁を沿うように東側へ進み、八丁堤まで達した。ここから、旧来の見沼溜井に接続されていた谷古田、舎人などへの農業水路に接続された。
西縁代用水路は、東縁と同様に見沼のあった西側の台地（浦和大宮支台）の縁を沿うように南下し、八丁堤まで達した。ここから旧来の見沼溜井に接続されていた浦和、戸田、笹目などの領地を灌漑する水路へ付け替えられた。
代用水路の開削とともに、見沼溜井の干拓も同時に行われた。まず、芝川の荒川への吐口からの川幅拡張が行われ、八丁堤までの水路が延長された。その後、八丁堤を開いて溜井の水を排出した。後の1731年には荒川からの逆流を防ぐため、芝川吐口逆水樋門が設置された。
これだけの大規模工事にもかかわらず、用水路の完成は着工から約5ヶ月後の1728年2月で、3月には利根川から水を流し込み、用水路の利用が始まっている。建設に関わった作業者は延べ90万人といわれ、江戸幕府の支出した工事費用は賃金が約1万5,000両、工作物が5,000両で総額約2万両に達した。しかし、見沼溜井跡地に新田として1,175町歩（約1,160ヘクタール）が打ち出され、毎年5,000石弱の年貢米が江戸幕府の蔵に納められるようになった（詳しくは後述）。

## 代用水の土木的特長
徳川家が関東に入って以来、代々にわたり武蔵国の河川土木普請を指揮していた伊奈家の手法は、関東流と呼ばれ、戦国期の甲斐国主武田信玄が築いたといわれる信玄堤を作り上げた甲州流に起源があるともいわれる。これに対し、井沢のとった手法は紀州流と呼ばれた。
井沢のとった紀州流の土木手法として、取水と排水の分離が大きな特徴として挙げられるが、見沼代用水でもこの特徴を見ることができる。見沼代用水では見沼跡の中央に、芝川が北に延長する形で作られている。これは、東西の用水路から取り込んだ水を芝川に排水するためである。
また、地形をうまく生かし台地と低地との境にある崖を天然の堤として利用し、工事量を減らす工夫も見られる。

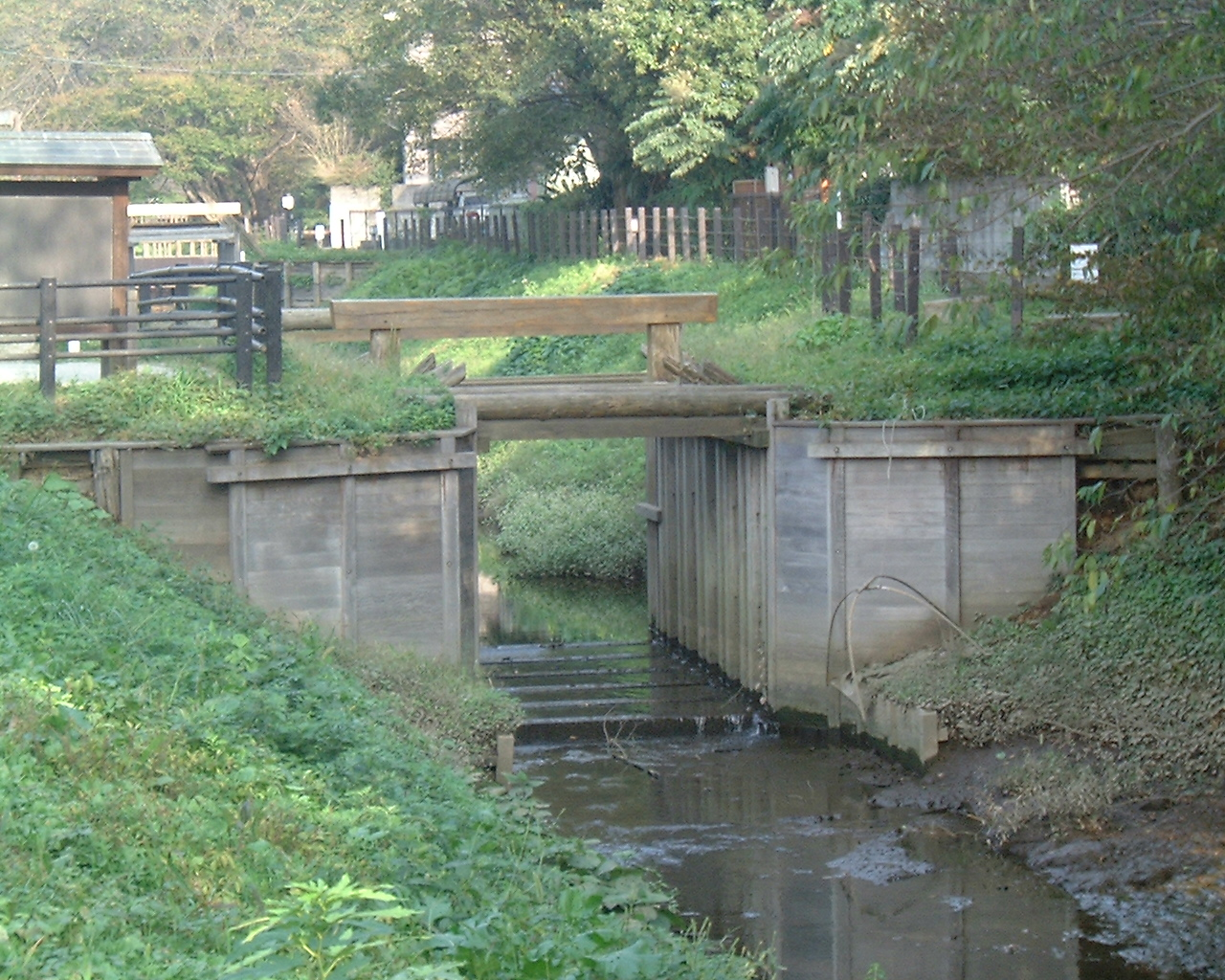
見沼通船堀、東縁一の関（関は閘門のこと）

見沼用水路は、水田等の灌漑目的であったが、年貢米などを江戸に運ぶ水路としても有用であった。1730年に、新田の打ち出しに貢献があった鈴木家および高田家の願い出により、水運利用が許可された（参考：見沼通船）。しかし、用水路は江戸まで直接つながっていないため、代用水と芝川を結ぶ運河である見沼通船堀が、1731年にやはり井沢弥惣兵衛の手によって作られている。代用水と芝川との高度差は3メートルもあるため、パナマ運河と同じ閘門式運河で作られた。見沼通船堀は同方式で日本最古のものといわれている。

### 伏越
伏越（ふせこし・ふせごし）とは、木や石の樋を地中に埋め、逆サイフォンの原理で交差する川を潜って水を送る仕組みである。

### 懸渡井
懸渡井（かけとい）とは、木製水道橋のことである。懸樋（かけひ）とも呼ばれ、木で造った樋を支柱で支え、交差する川を跨いで水を送る仕組みである。
綾瀬川との交差を伏越ではなく、懸渡井としたのは以下のような理由があると言われている。
- 伏越では流路の水位を保てない恐れがある[5]。
- 綾瀬川周囲は地盤が軟弱のため難工事となる。
- 伏越では見沼通船での船通行の妨げとなる。

木製懸渡井は損傷が多く、概ね10年ごとに架け替えられていたが、1906年（明治39年）の元圦の改造後の水量の増加に耐えられず、漏水や腐食が著しかったため、1907年（明治40年）4月改築工事に着手され、翌年3月に完成し、下部工や翼壁は煉瓦造り、上部工（橋桁）は鉄製に改造されている。しかしこの掛樋も1910年（明治43年）8月の洪水による洗掘で破壊されている。また、1926年（大正15年）には漏水止めのコンクリート打設工事が行なわれている。なお、懸渡井ではないが、見沼代用水が水域の上部を通る箇所があり、行田市に所在する荒木サイフォンで武蔵水路と交差し、西縁用水ではさいたま市に所在する砂の伏越で芝川と交差したその上部を流れている。

### 十六間堰と八間堰

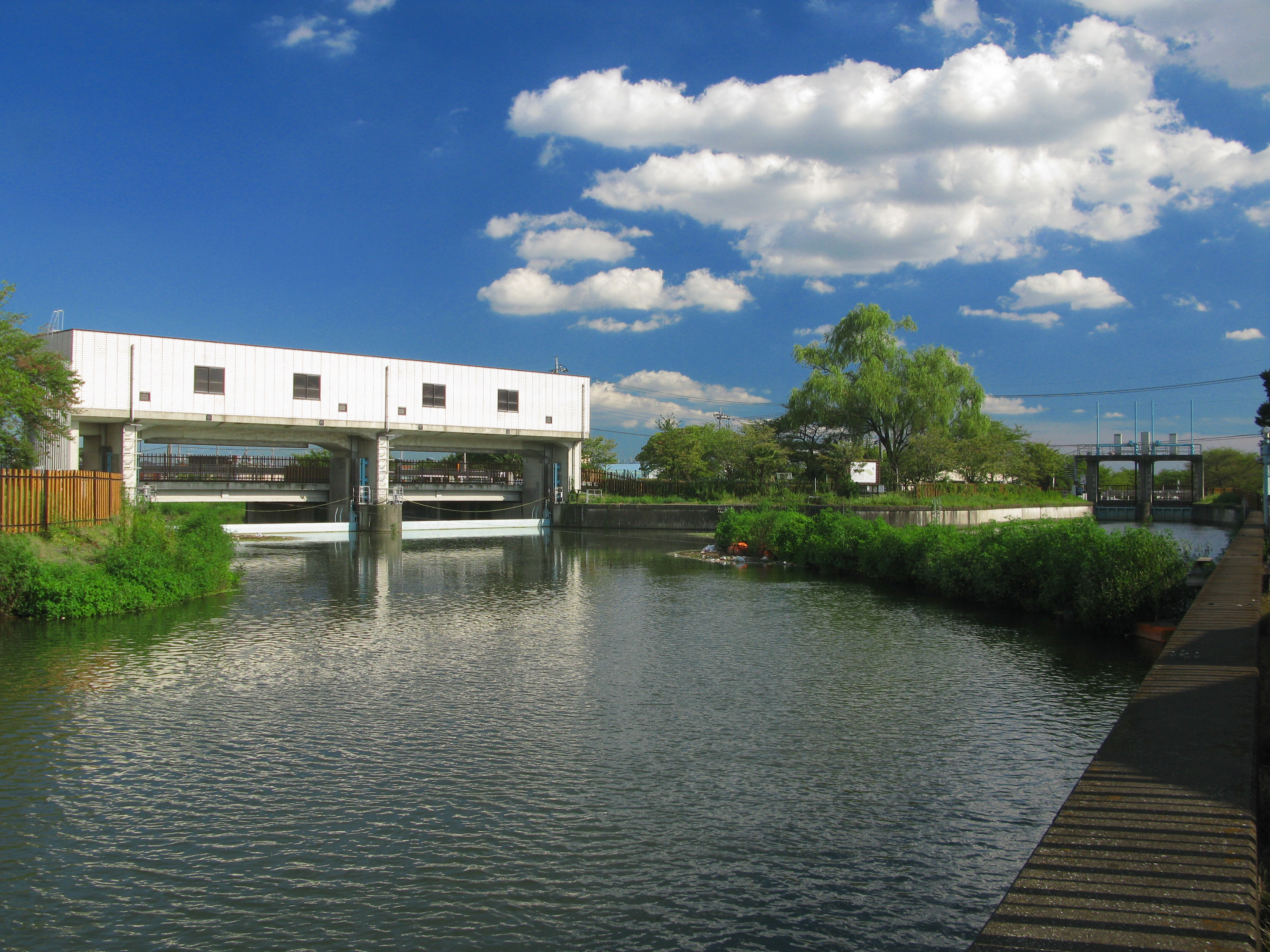
現在の十六間堰（左）と八間堰（右奥）（星川分流点）

十六間堰と八間堰は、星川と見沼代用水路の分流地点に設けられた堰である。両堰ともに木造の堰枠で、堰枠の上に水圧で浮き上がらないように土橋をかけた重土橋堰枠とよばれる構造をとっていた。
堰は通常、水田に水が必要となる八十八夜から二百二十日までと、水運（通船）を行うために代用水に水が必要な期間は、十六間堰を閉め、八間堰を開いて代用水路に水を流した。それ以外の期間は十六間堰を開き、八間堰を閉じて、星川へ放流した。

## 新田開発

### 見沼新田
見沼代用水の開削と平行して見沼溜井は干拓された。埋め立てられた土地の総面積は1,228町歩（約1,218ヘクタール）におよび、その内の1,172町歩（約1,160ヘクタール）が新田として打ち出された。見沼溜井周辺の17の村は工事請負と引き換えに新田の村による開拓を願い出て許可された。一度、沼に戻された入江新田も再び開拓された。
また、見沼跡の一部については江戸市中の商人3名に新田開発の許可が下されたが、この権利は後にすべて山口屋藤左衛門に売り渡された。山口屋藤左衛門は、見沼溜井で獲れる鯉を幕府に納めたこともあり、鯉屋藤左衛門ともいわれた。彼の干拓した新田はその屋号より山口新田、下山口新田との名前でよばれるようになった。

## 他の新田開発
見沼溜井の他にも、用水路建設時には大小80余りの沼が点在していた。万葉集に小崎之池として登場する現在の行田市にあった埼玉沼（さきたまぬま）を始め、屈巣沼、小林沼、柴山沼などが新田開発の対象となった。沼の跡地には見沼代用水などから分水路が築かれた。これらの沼を干拓して打ち出された。

## 現状

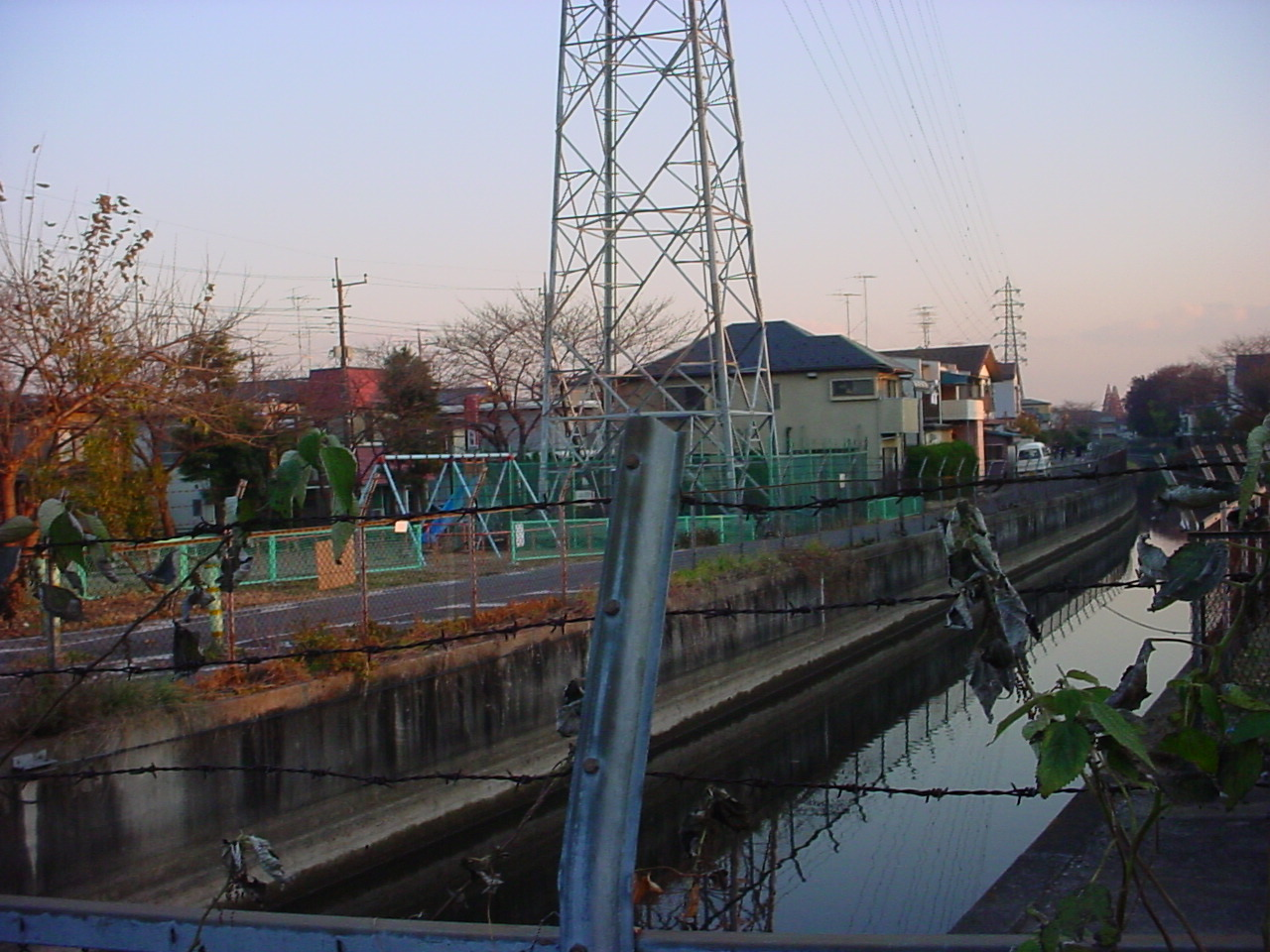
現在の用水（東縁）。さいたま市見沼区東宮下の梅ノ木橋付近。

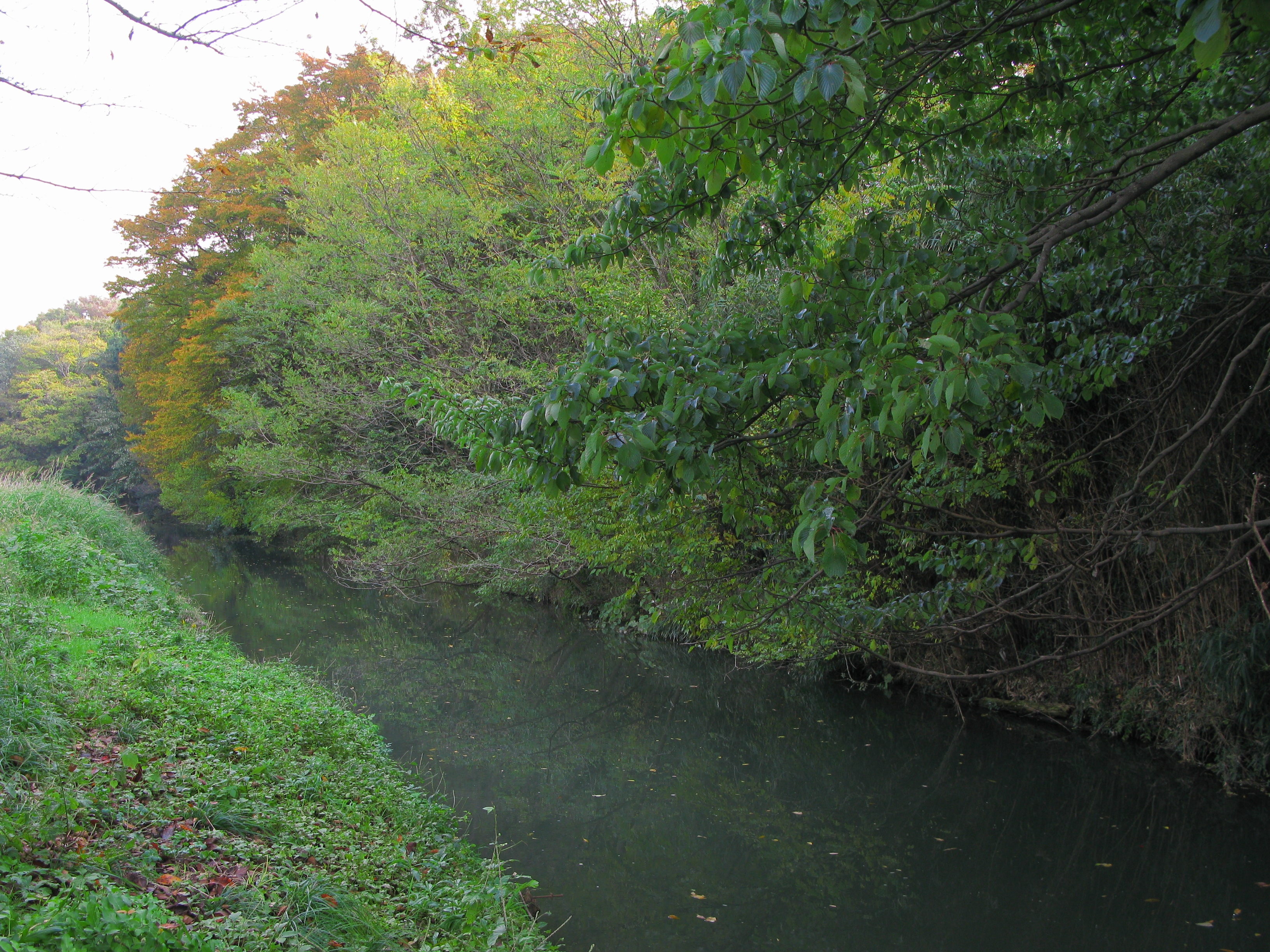
さいたま緑のトラスト地を流れる見沼代用水（東縁）。

太平洋戦争後、用水路の近代化が進んだ。まず用水の取り込み口には、1963年（昭和38年）に利根大堰が作られ、取水流量が正確に管理できるようになった。代用水路も、1979年（昭和54年）から水資源開発公団（現・独立行政法人水資源機構）などにより開始された埼玉合口二期事業によって、護岸と路底のコンクリート化（東縁代用水路のうち、さいたま市緑区の南部領辻地内の斜面林がある区間に関しては、「さいたま緑のトラスト基金」による保全第1号地として、コンクリート化を実施していない）や、遊歩道「緑のヘルシーロード」の整備などが進められた。
1989年（平成元年）には、西縁代用水路より荒川へ送水する「荒川連絡水道専用水路」（約9.1キロメートルの地下トンネル）が完成して、水道用水の取水が開始された。この水路は、さいたま市大宮区に「天沼揚水機場」を設置して、ここからさいたま市西区の荒川へ水を送るもので、武蔵水路を補完する役割を果たすものとなった。
また、埼玉県は東京都に近く、このため工場進出や宅地化が進んだ。代用水流域の水田も開発の需要が高まったが、一方で台風や豪雨が関東地方を襲うたびに、代用水周囲の水田が遊水地の役割を果たしていることを理由に、開発消極派との意見対立が見られた。
1965年（昭和40年）、埼玉県は「見沼田圃農地転用方針」(通称「見沼三原則」)と題した指針を制定した。内容は、八丁堤より北から埼玉県道64号浦和岩槻線（現埼玉県道65号さいたま幸手線）付近までは緑地を維持するというものであった。1969年（昭和44年）には、「見沼田圃の取扱いについて」(通称「見沼三原則補足」)を制定したが、減反政策のあおりを受け、休耕田が目立つようになってしまった。
また農家の高齢化も進み、土地所有者からは開発規制緩和の声も強いが、1995年（平成7年）に「見沼三原則」・「見沼三原則補足」に代わる新たな土地利用の基準として、「見沼田圃の保全・活用・創造の基本方針」を策定して、開発規制を事実上継続することとなった。
これを受けて、さいたま市は「見沼に100ヘクタールの公園緑地帯を創出させる」という見沼セントラルパーク構想を打ち出し、その手始めとして、浦和・大宮・与野・岩槻の4市合併を象徴する公園を大宮区内に「合併記念見沼公園」として2007年（平成19年）に開園した。その一方で、人間の手を一切加えるのをやめて、自然の湿地帯にするという意見もある。
見沼代用水東縁の東京都足立区の部分のうち約1.7キロメートルは、1984年（昭和59年）に見沼代親水公園として整備された。

## 歴史
- 1629年　見沼溜井が造成される。
- 1725年　幕府より井沢弥惣兵衛為永に対して、見沼溜井干拓の検討が命じられる。
- 1726年　測量が始まる。
- 1727年9月　工事開始。
- 1728年2月　完成。3月より水利が始まる。
- 1731年　見沼通船堀が作られる。また芝川吐口逆水樋門が設置。
- 1760年　柴山の元荒川交差部分の懸渡井が水害で大破。伏越に改められる。
- 1887年　柴山の懸渡井が木造から煉瓦造りに改められる。
- 1895年　砂の伏越（芝川と見沼代用水西縁との交差）が木造から煉瓦造りに改められる。
- 1906年　見沼代用水の元圦が木造から煉瓦造に改められる。
- 1908年　瓦葺の懸渡井が木造から煉瓦造り（上部工は鉄製）に改められる[5]。
- 1961年　瓦葺の懸渡井が伏越に改められる。
- 1968年　利根大堰が完成する。
- 2019年　かんがい施設遺産に登録される[7]。

## 橋梁

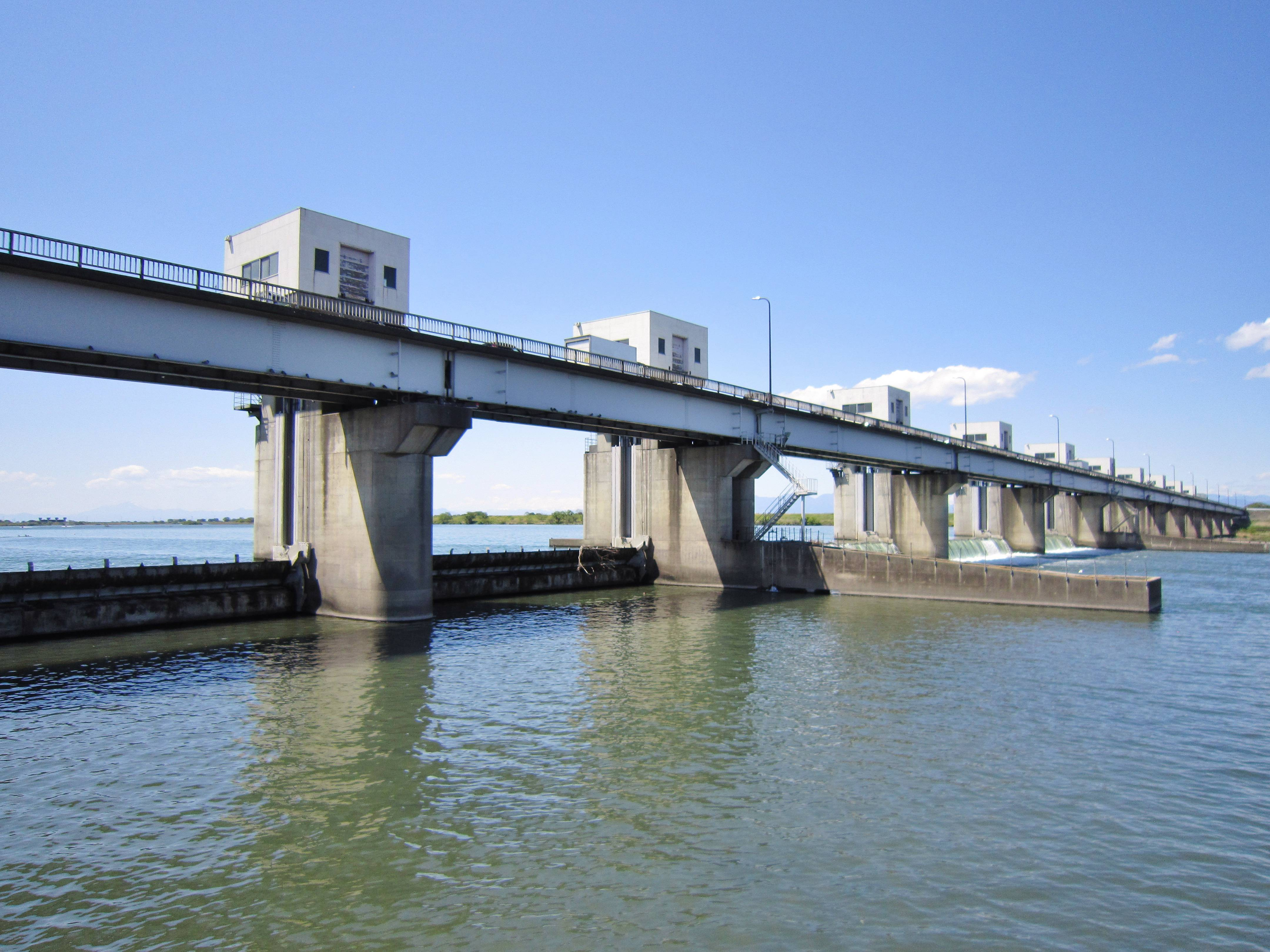
利根大堰

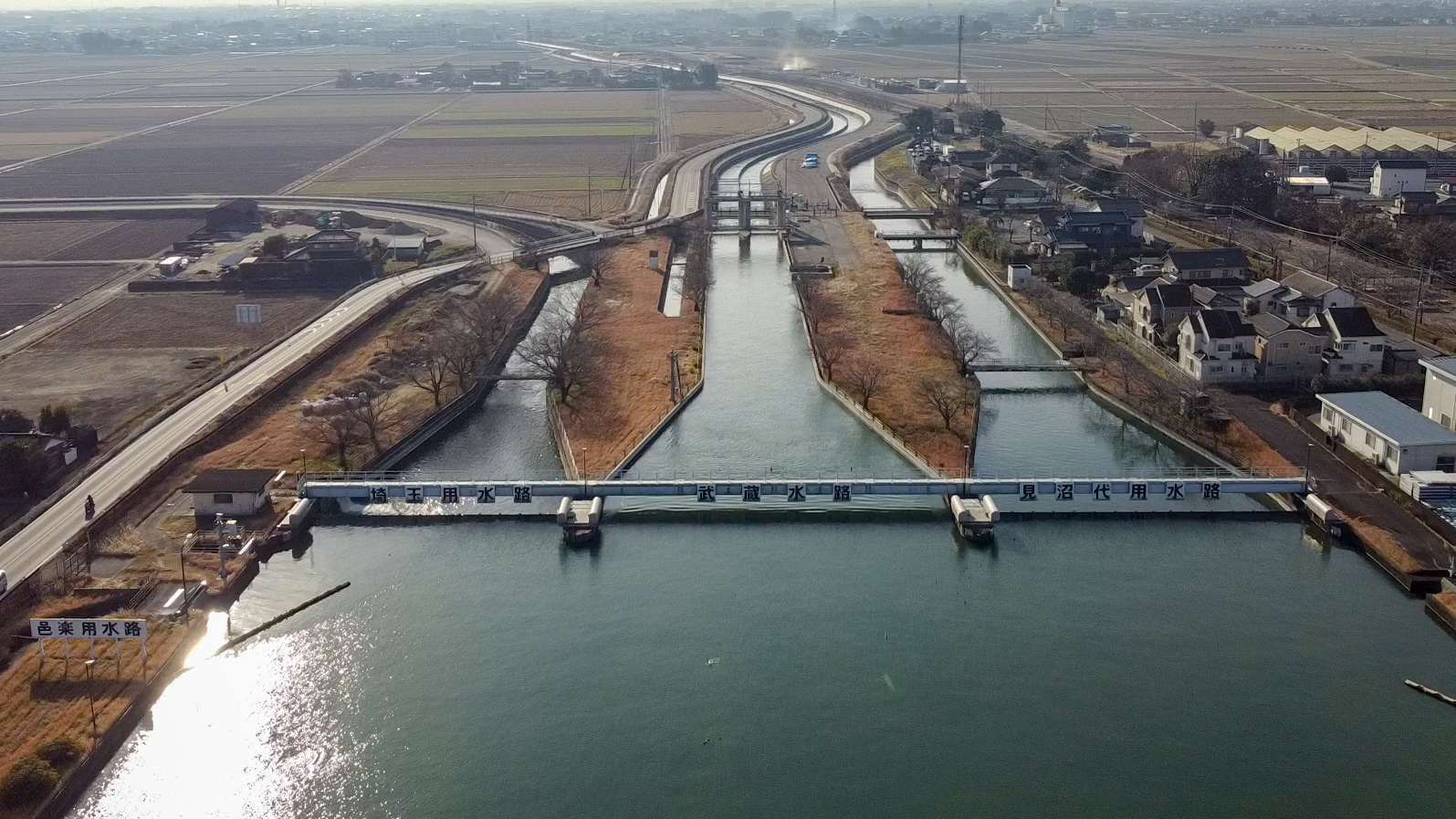
利根大堰沈砂池で見沼代用水・武蔵水路・埼玉用水路・邑楽用水路が分水

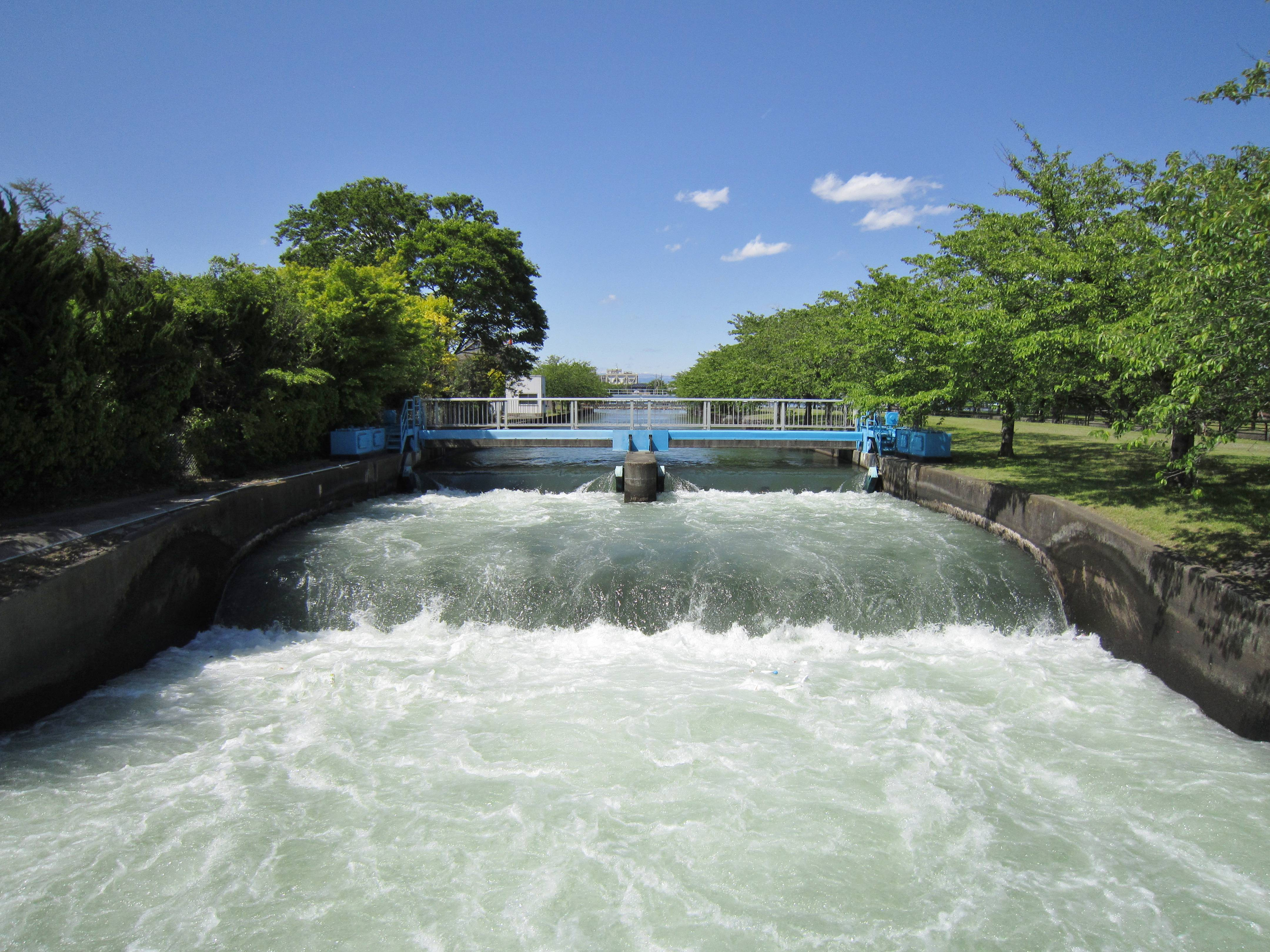
利根大堰の沈砂池を通過した見沼代用水

※上流より
- 利根大堰
- 須加大橋（埼玉県道59号羽生妻沼線）
- 小稲荷橋
- 四谷新橋
- 弥五郎橋
- 荒木橋（埼玉県道20号足利邑楽行田線）

- 荒木橋より下流、棒川橋から菖蒲橋（あやめばし）までは星川の項参照 -
- 久喜市菖蒲町上大崎と久喜市菖蒲町新堀の境で星川より分流 -
- 見崎橋
- 八束橋
- 丸谷橋
- 神ノ木橋
- 新神ノ木橋（首都圏中央連絡自動車道側道）
- 見沼高架橋（首都圏中央連絡自動車道）
- 小塚橋
- 箕輪橋
- 宮野橋
- 折戸橋
- 北浦地橋
- 池田橋（埼玉県道77号行田蓮田線）
- 高橋
- 徒行橋（埼玉県道87号上尾久喜線）
- 行方橋
- 久伊豆橋
- 小右エ門橋
- 吾庵橋
- 樹木橋
- 東北新幹線
- 吹上橋
- 八幡橋
- 高砂橋
- 前原橋
- 西谷橋
- 関山橋（埼玉県道150号上尾蓮田線）
- 蓮田橋（埼玉県道3号さいたま栗橋線）
- 亀甲橋
- 御前橋（埼玉県道311号蓮田鴻巣線）
- 弥佐渕橋
- 稲荷橋
- 前橋

- 前橋より下流は見沼代用水東縁及び見沼代用水西縁の項参照 -

## 関連文献
- 野崎雅秀「見沼代用水の舟運と商品流通」『交通史研究』第38巻、交通史学会、1997年、16-31頁、doi:10.20712/kotsushi.38.0_16。